# موروم
موروم (بالروسية: Муром) هي إحدى مدن روسيا في الكيان الفدرالي الروسي فلاديمير أوبلاست.

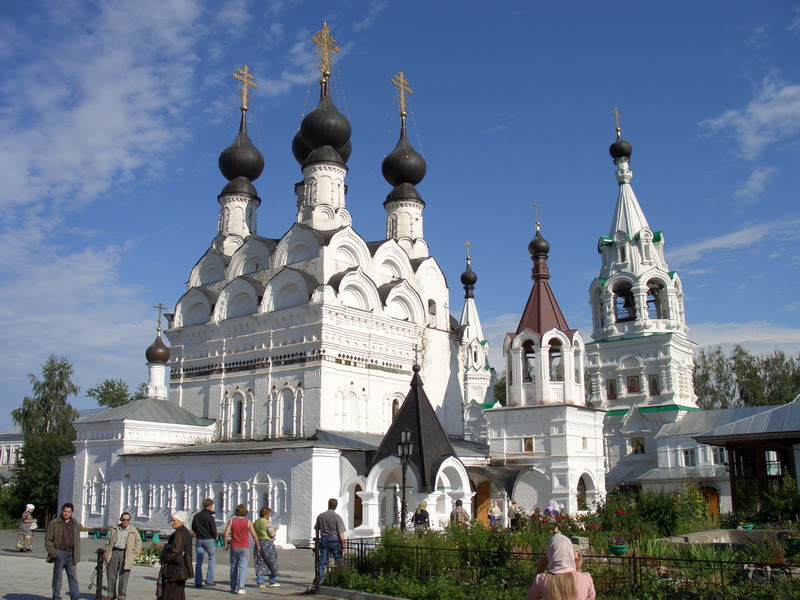
الكنيسة الرئيسة لدير ترينيتي (1642-43).

يعود تاريخ المدينة بحسب الوثائق التاريخية إلى العام 862م حيث تعد أقدم المدن التي تدخل في مجموعة مدن الطوق الذهبي الروسية.
في مركز المدينة كان هناك حصن بالإضافة إلى دير فسيح حيث كان الأخير ثكنة عسكرية خلال العهد السوفيتي وأعيد فتح أبوابه أمام الزوار نهاية التسعينات.
ارتبطت مدينة موروم باسم القديسين بيوتر وفيفرونيا الذين أصبحا رمزا لعيد الأسرة والحب والإخلاص. وأصبح ضريحهما مقصد الكثيرين لمباركة الزفاف وجلب البركة للعائلة. يتميز سكان المدينة بالحفاظ على مظاهر الحياة الريفية التقليدية وتتناقلها الأجيال جيلا بعد جيل.

## جغرافيا
تقع مدينة موروم على خط طول 55° 33' 56' وخط عرض 42° 2' 30' في روسيا (حوالى 300 كم شرق موسكو) ويقدر عدد سكانها حوالى 126901 نسمة بينما تقدر مساحتها بـ 43.78 كيلومتر مربع.

## توأمة
لموروم اتفاقيات توأمة مع كل من:
- موست
- بابرويسك
- مدينة مكسيكو (2010 - )

## أعلام
- فلاديمير زوريكين
- فلاديمير كازاكوف

## وصلات خارجية
- روسيا اليوم- مدينة موروم.
- موقع موروم على الويب.